# Haute-Marne
Haute-Marne (hrv. Gornja Marna) je departman u francuskoj regiji Grand Est.

## Povijest
Ovaj departman stvoren je tijekom Francuske revolucije, 4. ožujka 1790., primjenom zakona od 22. prosinca 1789. godine. Departman je stvoren od dijela bivše provincije Champagne (Bassigny, Vallage, Perthois), dijela Lorraine (Barrois) i jednog dijela Burgundije i Franche-Comtéa.

## Zemljopis
Ovaj departman graniči s departmanima Meuse, Vosges, Haute-Saône, Côte-d'Or, Aube i Marne.
40 % površine ovog departmana pokriveno je šumama. U ovom departmanu izvire rijeka Marna.

## Razvoj stanovništva
- Izvor: INSEE

|       | Stanovništvo | Promjena u % |
| ----- | ------------ | ------------ |
| 2006. | 186 500      | -4.29 %      |
| 1999. | 194 873      | -4,5 %       |
| 1990. | 204 067      | -3,13 %      |
| 1982. | 210 670      | - 0,76 %     |
| 1975. | 212 304      | - 0,94       |
| 1968. | 214 304      |              |

## Vanjske poveznice
- Prefektura departmana Haute-Marne
- Generalno vijeće departmana Haute-Marne  Arhivirana inačica izvorne stranice od 14. srpnja 2011. (Wayback Machine)

|  | Portal Francuske – Pristup člancima s tematikom o Francuskoj. |